# Afinação pitagórica

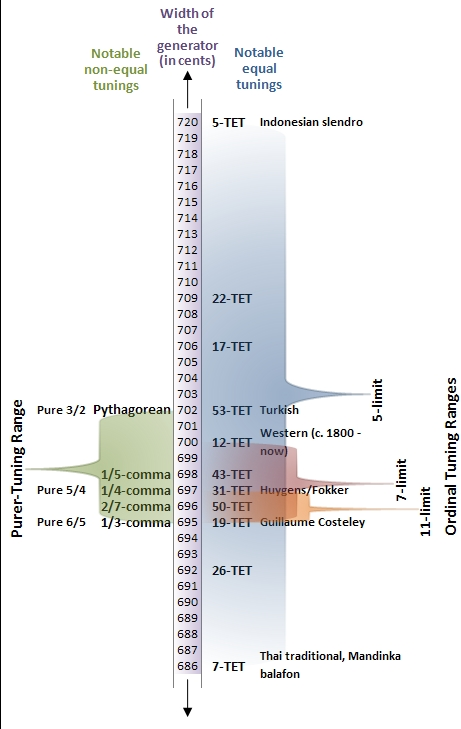
Comparação da quinta perfeita pitagórica a equivalentes de outros sistemas musicais

A afinação pitagórica é um sistema de afinação e temperamento em que todos os intervalos são construídos com base em uma quinta justa de valor ⁠3/2⁠ (= 1.5) e uma oitava de valor ⁠2/1⁠ (= 2). É tradicionalmente atribuída a Pitágoras, tendo sido transmitida ao Ocidente medieval através das obras de Boécio, embora o sistema medieval não tenha sido integralmente herdado da Grécia Antiga, mas sim reconstruído com base nas teorias boecianas para acomodar o modalismo gregoriano durante a Renascença Carolíngia. A menor unidade da afinação pitagórica é o coma, a diferença entre sete quintas e doze oitavas, que, embora idênticas em um temperamento igual, diferem na afinação pitagórica por ⁠531441/524288⁠ (≈ 1.01364). Esta afinação seguiu sendo utilizada ao longo da Idade Média, mas passou a ser abandonada no século XVI, estimulada pelos problemas que este modelo apresentava aplicado à harmonia e ao contraponto.